# Метро 2033
«Метро́ 2033» — постапокалиптический роман Дмитрия Глуховского, описывающий жизнь людей в московском метро после ядерной войны на Земле. Выпущен издательством «Эксмо» в 2005 году и переиздан издательством «Популярная литература» в 2007 году. На европейском литературном конкурсе «Еврокон» роман назван «Лучшим дебютом» 2007 года.
Меньше чем за три месяца тираж переиздания в 100 тысяч экземпляров был полностью продан, издательство выпустило дополнительный 100-тысячный тираж, который был распродан менее чем за год к маю 2008 года, третий тираж составил 50 тысяч экземпляров. Одна из презентаций прошла в рассекреченном бункере Министерства связи на Таганской на глубине 60 метров. Роман также лёг в основу компьютерной игры Metro 2033.

## Мир «Метро 2033»
Книга повествует о людях, оставшихся в живых после ядерной войны. В романе война упоминается лишь вскользь. В результате обмена ядерными ударами все крупные города были стёрты с лица земли. Почти всё действие разворачивается в Московском метрополитене, где на станциях и в переходах живут люди. Благодаря оперативным действиям служб гражданской обороны метрополитен удалось оградить от радиации: почти на всех станциях были закрыты гермозатворы, а в системах вентиляции и водоснабжения активированы противорадиационные фильтры. При этом лишь менее половины станций обитаемы: часть станций заброшена, часть изолирована обрушением тоннелей, часть сгорела. Некоторые станции захвачены существами с поверхности.
Живущие в метро питаются тем, что смогли вырастить в тоннелях. В основном это не требующие света грибы, но на некоторых станциях выращиваются также картофель, помидоры и огурцы. Также на многих станциях разводятся свиньи и другие животные. Ряд станций обеспечивается электричеством от генераторов различного типа, однако в силу их малой мощности на станциях зачастую действует только маломощное аварийное освещение. Большинство предметов быта (исключая изначально находившиеся в метро), а также оружие, медикаменты, топливо и т. п. добывается многочисленными сталкерами, периодически поднимающимися в полуразрушенный город. В подземном мире действует торговля, универсальной валютой являются патроны калибра 5,45×39 мм, изготовленные ещё до Войны.
Вскоре после ядерной войны централизованная система метрополитена распалась. Станции стали существовать по отдельности. Некоторые объединялись вокруг идей, религий, более сильных станций и т. п.
Часть станций независима (к примеру, «Кузнецкий Мост», «Павелецкая»). Часть станций занята организованной преступностью («Китай-город», «Новые Черёмушки», «Профсоюзная») либо существует в условиях анархии. Группировки ведут между собой торговлю, заключают союзы, сражаются. Авторы-продолжатели серии также ввели в повествование другие группировки (см. статью «Вселенная Метро 2033»).
Лежащий на поверхности город практически не был повреждён во время войны, однако под действием времени и агрессивной окружающей среды многие здания обветшали и рассыпались. Растения и животные сильно мутировали.

## Основная сюжетная линия
Главный герой книги, Артём (24-летний молодой человек), живёт на станции «ВДНХ», страдающей от нашествия так называемых «чёрных» (мутантов), идущих со стороны «Ботанического сада». На их станцию приходит загадочный человек — Хантер, который берётся разобраться с этой ситуацией. В личном разговоре Артём рассказывает ему, как лет в 14 он с друзьями открыл гермозатвор, отделяющий станцию «Ботанический сад» от эскалаторов, ведущих на поверхность. Перед походом к станции Хантер берёт с него обещание добраться до Полиса, разыскать там некоего Мельника и передать тому запаянную гильзу с посланием, если сам он не вернётся через двое суток.
Спустя сутки после того, как Хантер должен был вернуться, друг Артёма, Женька, сообщает ему, что он в составе группы собирается на «Рижскую», так как решается вопрос об объединении этой станции с «ВДНХ», а также для прокладки телефонного кабеля до этой станции. Артём присоединяется к нему. На перегоне между «Алексеевской» и «Рижской» с участниками экспедиции начинают происходить странные вещи — некоторые теряют сознание, другие впадают в ступор. При этом, в отличие от остальных, Артём слышит оглушающий шум из труб. Группа с трудом выбирается из опасного участка тоннеля и наконец добирается до «Рижской». Там к нему подходит некто Бурбон — человек, который просит Артёма провести его до «Сухаревской», утверждая, что туннель от «Проспекта Мира» до «Сухаревской» «нехороший» и полагаясь на необычную «устойчивость» Артёма.
Артём доходит до «Проспекта Мира» вместе с Бурбоном.
По пути от Проспекта Мира Бурбон гибнет загадочной смертью. Артёма, который решил тащить тело Бурбона до станции, подбирает некто Хан. С «Сухаревской» Хан с Артёмом вместе с несколькими другими людьми идут в сторону «Китай-города». На «Тургеневской» Хан чувствует, что в туннеле впереди опасность, и советует идти по параллельному тоннелю, но бо́льшая часть отряда, не поверив ему, уходит дальше и погибает. До «Китай-города» доходят, едва успев уйти от движущейся за ними аномалии в тоннеле, лишь Артём, Хан и Туз, член того отряда. На «Китай-городе» Артём теряет из виду своих спутников из-за нападения, в результате которого он вынужден бежать в сторону «Кузнецкого Моста». По пути он знакомится с Михаилом Порфирьевичем и его внуком Ванечкой, страдающим умственной отсталостью. Переночевать на «Кузнецком Мосту» им не удаётся, Михаил Порфирьевич в беседе с Артёмом проговорился, и за ним охотятся красные. Троица бежит в сторону «Тверской», которую захватили фашисты. Артёма и Михаила охрана пропускает, а Ванечку убивает офицер. Артём не может этого стерпеть, нападает на офицера и убивает его.
Артёма хватают и приговаривают к смертной казни через повешение, но в самый последний момент его спасает отряд троцкистов. Они высаживают его на «Павелецкой» и уезжают. Тут Артём понимает, что остался без документов, а из вещей у него только автомат и фонарь. Он знакомится с Марком, который предлагает способ попасть на территорию Ганзы — в переходе начальник «Павелецкой-кольцевой» устраивает крысиные бега. Марк договаривается с ним, что если его крыса выиграет, то они с Артёмом получают визы, в противном случае год чистят туалеты. Их крыса благополучно проигрывает. Обоих хватают и ведут на место работы. На пятый день работы Артём сбегает и попадает на «Серпуховскую», где его подбирает Тимофей, свидетель Иеговы. Он отводит его в «Сторожевую Башню» — поезд в перегоне «Серпуховская» — «Тульская». Затем Артём уходит оттуда и приходит на заброшенную станцию «Полянка», где встречает двоих путников. После разговора Артём преодолевает последний перегон, отделяющий его от Полиса.
В Полисе он спрашивает Мельника, ему отвечают, что Мельник будет завтра утром. Артём, прогулявшись по Полису, знакомится с Данилой — брамином (хранителем). Он ему рассказывает про некую книгу, в которой, по слухам, записано будущее и хранится она в библиотеке им. Ленина. Утром на станцию приходит человек, в котором Артём признает сталкера (он именно так их себе и представлял), человек окликает Артёма и спрашивает: «Ты с „ВДНХ“?», и представляется: «Мельник». Артём отдает ему послание от Хантера. Совет, собранный по заявлению Артёма, выносит вердикт — Полис в беде и не может помочь «ВДНХ». После этого к нему подходит брамин и просит проследовать за ним, на собрание. Брамины предлагают Артёму подняться в библиотеку за книгой. За это они, мол, ему откроют способ решить ситуацию с «ВДНХ». Артём соглашается и узнаёт, что вести группу будет Мельник, а человеком от браминов будет Данила. Поднявшись в библиотеку, отряд сталкивается с библиотекарями — странными существами-мутантами, живущими в библиотеке, и внешне отдалённо напоминающие горилл. Артём с Данилой отделяются от группы и идут в книгохранилище, где Артём безуспешно пытается найти книгу (брамины сказали ему, что книга сама его позовёт).
Отойдя всего на 30 метров, Артём оборачивается и теряет Данилу. Брамин остановился чтобы завязать шнурок. Артём бросается искать Данилу и видит библиотекаря, пронзившего когтями Данилу (позже выяснилось, что Данила не мог обороняться из-за заклинившего затвора автомата). Когда Артём приблизился к монстру и взглянул ему в глаза, он догадался, что библиотекари — мутировавшие люди, тем более что он говорил на человеческом. Умирающий Данила говорит, что у него во внутреннем кармане конверт с наградой Артёму и просит Артёма убить его, дабы прекратить его мучения. Поколебавшись, Артём исполняет последнее желание Данилы и убивает брамина и библиотекаря. Вернувшись к Мельнику и его команде, он узнаёт, что один из отряда тяжело ранен, и они спешно удаляются из библиотеки. Подойдя к метро, Мельник говорит Артёму, что дороги в Полис ему больше нет, так как книгу он не нашёл, и предлагает ему пройти по поверхности до «Смоленской». Артём выдвигается по Новому Арбату, но замечает слежку неких существ. Пройдя немного, существа решаются на атаку, и Артём, спасаясь, забегает в дом. В квартире он находит фотографию, на которой, предположительно, изображены он и его покойная мать. Он забирает её с собой. Выждав немного, он продолжает путь и с большим трудом доходит до «Смоленской». Там его встречает Мельник. Артём передаёт ему конверт от Данилы, в котором находится схема расположения уцелевшей военной базы. На «Смоленской» ночевать опасно, и путники переходят на «Киевскую», где встречают местного жителя Антона, который, как потом выяснится, раньше, ещё «до», был ракетчиком. Там же они встречают ещё одного ракетчика, Третьяка, и Мельник собирается с ним в путь «разведать обстановку» на «Маяковскую» (где, согласно схеме, предположительно имеется выход в Метро-2 (Д-6)). Артём вместе с Антоном идут в дозор, хотя оба туннеля до «Парка Победы» взорваны, но «людям так спокойнее». Артём идёт на ужин к начальнику станции, который признаётся ему, что на станции периодически пропадают дети. На следующее утро Артём узнаёт, что пропал сын Антона, Олег, и отправляется в туннели, где находит люк, ведущий в лаз, располагающийся по верху туннеля и ведущий через завал. Вместе с Антоном они идут на «Парк Победы», но подвергаются нападению местных жителей — дикарей-людоедов. Они исповедуют культ Великого Червя. От гибели героев спасает отряд, возглавляемый Мельником. Тут же находится Олег. Отряд с боем отходит в другую сторону, и тут выясняется, что с «Парка Победы» тоже имеется выход в Д-6 через тоннель Калининско-Солнцевской линии.
Проникнув в Метро-2 и миновав несколько станций, они выходят на станцию, судя по всему, находящуюся под Кремлём. Выясняется, что на станции живёт некое существо, имеющее аморфное тело и умеющее применять психологическую атаку — предположительно, мутировавшее биологическое оружие. В утробе существа погибают Олег и два члена отряда — Делягин и Оганисян. Антон, до этого находившийся в беспамятстве, приходит в себя. С трудом группа заставляет существо отступить и уходит прочь со станции. Добравшись до заваленного выхода из Д-6 к «Маяковской», Мельник говорит, что Артёму с ними идти нельзя (должен же кто-то координировать удар ракет и, к тому же, он единственный знает, как выглядят чёрные) и приставляет к нему Ульмана, бойца из отряда. Оба благополучно выбираются через служебный люк в тоннель Д-6, ведущий к перегону между «Маяковской» и «Тверской», и доходят до «Проспекта Мира», так как у Ульмана там назначена встреча. Группа должна попасть на Останкинскую башню, чтобы оттуда навести ракетный залп РСЗО «Смерч». Артём узнаёт, что выходы с «ВДНХ» скоро будут взорваны, так как сдерживать наступление чёрных больше нет сил. Он отпрашивается у Ульмана сходить на «ВДНХ». Придя туда, он встречает своего отчима, узнаёт, что Женька убит, и получает записку от Хана. Затем Артём опять идёт наверх. Там он замечает огромного летающего монстра, свившего гнездо прямо в вестибюле станции «ВДНХ», и запирается в ларьке, пункте обмена валюты. В ларьке Артём находит труп девушки и читает её последние записи. Ульман с товарищем подъезжают к станции на бывшей пожарной машине и подбирают Артёма. Машина достигает башни, и группа поднимается наверх. Оттуда виден город чёрных, Ульман называет координаты. У Артёма начинаются видения, он узнаёт, что чёрные не собирались враждовать, а пытались наладить контакт с людьми. Обрадованные чёрные выходят наружу, и в этот момент ракеты накрывают город мутантов. Поняв всё, Артём срывает с лица противогаз и уходит в метро.

## Критика
Один из критиков написал о романе:
Подводя некий промежуточный итог всему вышесказанному, придётся признать: книга в общем и в целом — пустая. Не спасают её ни философские банальности насчёт нужности или ненужности часов в подземелье (понятно, что все единицы измерения суть условности, принятые для удобства), ни рассуждения о судьбе и предназначении человека. 
Окончательный же вывод о романе таков: он ни очень уж хорош сам по себе, ни откровенно плох. Автор создал его, то ли точно вычислив целевую аудиторию — любителей компьютерных игр в жанре «шутер» и «квест» в возрасте от 12 до 25 лет — то ли угодил в неё случайно, создавая текст «под себя». Это не упрек Автору — констатация факта. В компьютерных играх персонажам не свойственно задаваться вопросами «почему?» и «для чего?» — в них даже «зачем?» даётся вводной: ставится задача, иди — исполняй!
— Дмитрий Смоленский

## Издания
Книга имеет несколько редакций.
- Первый вариант романа, под названием «Метро», состоящий из 13 глав (2002 год). Был размещён автором на сайте m-e-t-r-o.boom.ru. Текст разделён по главам, и по ходу каждой главы есть ссылки на музыку, подобранную автором и рекомендуемую для прослушивания во время чтения. Автор активно использовал комментарии читателей сайта и правил в книге как технические неточности, так и сюжетную линию.

Главный герой в первой версии погибал от шальной пули. Так было надо по сюжету, с моей точки зрения. Но издательства отказались публиковать книгу в таком виде, говоря, что это не их формат. Тогда я опубликовал себя сам — в Интернете. Создал сайт и разместил там текст. Через некоторое время он приобрёл известность, сайт посетили десятки тысяч людей. Многие из прочитавших требовали оживить героя и продолжить книгу. Несколько лет спустя я и сам дозрел, собрался и переписал роман.
— Д. Глуховский
В книге «Метро 2035» существует отсылка к финалу первой версии. В разговоре со своим спутником Гомером (героем предыдущей книги серии, пишущим хронику о приключениях Артёма), Артём говорит: «А сейчас думаю: могло уже все кончиться. И не худшим образом. Тебе бы подошло для твоей книжки? Рраз! И такая концовочка, а? Случайная пуля.»
- Второй вариант романа — 20 глав (2005 год). Переработанный и дополненный второй вариант был размещён на сайте m-e-t-r-o.ru. Как и в первом варианте, в новых главах, кроме последней, присутствуют ссылки на музыку. Первое издание романа в виде книги состоялось 24 октября 2005 года, она была выпущена издательством «Эксмо» тиражом 8000 экземпляров, и позднее дополнительным тиражом 3000 экземпляров.
- Второе издание романа, в новой редакции, вышло в 2007 году в издательстве «Популярная литература» первоначальным тиражом 100 тыс. экземпляров. В книгу также вошла первая глава продолжения под названием «Метро 2034».
- В 2022 году появились 2 книги графических романов, сделанный голландским художником комиксов Петером Нуйтеном

### Издания на других языках
Роман «Метро 2033» был переведён на 37 иностранных языков и издан в других странах, в том числе в виде аудиокниг.

## Книжная серия «Вселенная Метро 2033»
На основе романа «Метро 2033», а также одноимённой компьютерной игры, выпускается серия книг других авторов, действие которых происходит в мире произведения.

## Экранизация
Из-за больших финансовых затрат экранизация книги не состоялась. По словам Дмитрия Глуховского (в январе 2016 года), книгой интересуются продюсеры, но ни одна американская киностудия не выкупила права на книгу.
В марте 2016 года появилась новость, что экранизация всё-таки появится, а продюсером будет Майкл де Лука, который работал над фильмами «Социальная сеть» (2010) и «Пятьдесят оттенков серого» (2015). Совместно с де Лука над проектом будет работать продюсер Стивен Л’Орё («Город грехов 2», 2014). Впоследствии Дмитрий Глуховский подтвердил эту новость.
Ранее сообщалось, что киноадаптацией займётся американская студия «Metro-Goldwyn-Mayer». Тогда продюсером был назначен Марк Джонсон, но переговоры с автором книги зашли в тупик, и права на экранизацию вернулись в Россию.
Американцы хотели, чтобы события фильма проходили на территории США, что не устроило автора.
23 августа 2019 года на лайв-трансляции канала «ТВ-3» была анонсирована экранизация романа Дмитрия Глуховского. Фильм планировали выпустить 1 января 2022 года.
20 мая 2021 года на своей странице в социальной сети «Инстаграм» Глуховский сообщил, что выход фильма назначен на январь 2024 года, автором сценария выступит он сам, а режиссёром станет Е. Г. Баранов. В апреле 2022 года продюсер проекта Валерий Федорович сообщил, что работа над фильмом была приостановлена.